# 동경 142도
동경 142도(東經142度)는 본초 자오선에서 동쪽으로 142도 떨어진 경선이다. 북극점에서 시작하여 북극해와 아시아, 태평양, 오스트랄라시아, 인도양, 남극해, 남극을 거쳐 남극점에 이른다.
동경 142도는 서경 38도와 이어져 지구의 둘레를 이룬다.

## 지나가는 지역
북극점에서 남극점까지 동경 142도선은 다음 지역을 지나간다.
| 좌표                                                    | 나라, 지역, 해역 | 주석 |
| ------------------------------------------------------- | ---------------- | --- |
| 북위 90° 0′ 동경 142° 0′  / 북위 90.000° 동경 142.000°  | 북극해           | |
| 북위 76° 3′ 동경 142° 0′  / 북위 76.050° 동경 142.000°  | 러시아           | 사하 공화국 — 노보시비르스크 제도 코텔니섬 |
| 북위 74° 55′ 동경 142° 0′  / 북위 74.917° 동경 142.000° | 동시베리아해     | 사니코프 해협 |
| 북위 73° 55′ 동경 142° 0′  / 북위 73.917° 동경 142.000° | 러시아           | 사하 공화국 — 노보시비르스크 제도 볼쇼이랴호프스키섬 |
| 북위 73° 16′ 동경 142° 0′  / 북위 73.267° 동경 142.000° | 동시베리아해     | 랍테프 해협 |
| 북위 72° 43′ 동경 142° 0′  / 북위 72.717° 동경 142.000° | 러시아           | 사하 공화국 하바롭스크 지방 — 북위 62° 1′ 동경 142° 0′  / 북위 62.017° 동경 142.000° 부터 |
| 북위 58° 59′ 동경 142° 0′  / 북위 58.983° 동경 142.000° | 오호츠크해       | |
| 북위 53° 28′ 동경 142° 0′  / 북위 53.467° 동경 142.000° | 러시아           | 사할린주 — 사할린섬 |
| 북위 51° 31′ 동경 142° 0′  / 북위 51.517° 동경 142.000° | 타타르 해협      | |
| 북위 48° 56′ 동경 142° 0′  / 북위 48.933° 동경 142.000° | 러시아           | 사할린주 — 사할린섬 |
| 북위 48° 30′ 동경 142° 0′  / 북위 48.500° 동경 142.000° | 타타르 해협      | |
| 북위 47° 39′ 동경 142° 0′  / 북위 47.650° 동경 142.000° | 러시아           | 사할린주 — 사할린섬 |
| 북위 47° 16′ 동경 142° 0′  / 북위 47.267° 동경 142.000° | 타타르 해협      | |
| 북위 46° 56′ 동경 142° 0′  / 북위 46.933° 동경 142.000° | 러시아           | 사할린주 — 사할린섬 |
| 북위 45° 58′ 동경 142° 0′  / 북위 45.967° 동경 142.000° | 라페루즈 해협    | |
| 북위 45° 28′ 동경 142° 0′  / 북위 45.467° 동경 142.000° | 일본             | 홋카이도 |
| 북위 42° 30′ 동경 142° 0′  / 북위 42.500° 동경 142.000° | 태평양           | |
| 북위 39° 38′ 동경 142° 0′  / 북위 39.633° 동경 142.000° | 일본             | 혼슈 이와테현 |
| 북위 39° 24′ 동경 142° 0′  / 북위 39.400° 동경 142.000° | 태평양           | 일본 도쿄도 치치지마섬(북위 27° 5′ 동경 142° 10′  / 북위 27.083° 동경 142.167° ) 바로 서쪽을 지나감 일본 도쿄도 하하지마섬(북위 26° 42′ 동경 142° 7′  / 북위 26.700° 동경 142.117° ) 바로 서쪽을 지나감 |
| 남위 2° 58′ 동경 142° 0′  / 남위 2.967° 동경 142.000°   | 파푸아뉴기니     | |
| 남위 9° 12′ 동경 142° 0′  / 남위 9.200° 동경 142.000°   | 아라푸라해       | 오스트레일리아 토레스 해협 제도(남위 10° 7′ 동경 142° 5′  / 남위 10.117° 동경 142.083° ) 바로 서쪽을 지나감                                                                                             |
| 남위 10° 42′ 동경 142° 0′  / 남위 10.700° 동경 142.000° | 카펀테리아만     | |
| 남위 11° 46′ 동경 142° 0′  / 남위 11.767° 동경 142.000° | 오스트레일리아   | 퀸즐랜드주 뉴사우스웨일스주 — 남위 29° 0′ 동경 142° 0′  / 남위 29.000° 동경 142.000° 부터 빅토리아주 — 남위 34° 7′ 동경 142° 0′  / 남위 34.117° 동경 142.000° 부터                                      |
| 남위 38° 18′ 동경 142° 0′  / 남위 38.300° 동경 142.000° | 인도양           | 오스트레일리아 정부는 이 해역도 남극해로 취급한다.[1][2] |
| 남위 38° 24′ 동경 142° 0′  / 남위 38.400° 동경 142.000° | 오스트레일리아   | 빅토리아주 — 레이디줄리아퍼시섬 |
| 남위 38° 25′ 동경 142° 0′  / 남위 38.417° 동경 142.000° | 인도양           | 오스트레일리아 정부는 이 해역도 남극해로 취급한다. |
| 남위 60° 0′ 동경 142° 0′  / 남위 60.000° 동경 142.000°  | 남극해           | |
| 남위 66° 49′ 동경 142° 0′  / 남위 66.817° 동경 142.000° | 남극             | 프랑스가 영유권을 주장하는 아델리랜드 |

## 같이 보기
- 동경 141도
- 동경 143도